# Lac-De La Bidière
Lac-De La Bidière est un territoire non organisé du Québec (Canada) située dans la municipalité régionale de comté d'Antoine-Labelle en Laurentides.

## Géographie
La rivière Gatineau délimite le nord-ouest du territoire.
La rivière Fortier en traverse le nord-ouest vers le sud-ouest jusqu'à sa confluence avec la rivière Gatineau.
À partir du lac Lawton(d), dans le nord, la rivière Chabot coule vers le sud jusqu'à sa confluence avec la rivière Gatineau.
Les rivières Choquette, du Canot et Bazin traversent le nord du territoire du nord-est vers le sud-ouest jusqu'à leur confluence avec la rivière Gatineau.
À partir du lac Trèfle(d), dans l'ouest, la rivière Nasigon, un affluent de la rivière Bazin, coule vers le nord-est.
À partir du lac Fer à Cheval(d), dans le centre du territoire, la rivière Lesueur coule vers le sud-ouest. 
La rivière Mitchinamecus, un affluent de la rivière du Lièvre, traverse le centre du territoire en coulant vers le sud ouest jusqu'au réservoir Mitchinamecus.
La rivière du Lièvre traverse le sud du territoire du nord-est vers le sud-ouest.
À partir de son crénon, dans le sud-est, la rivière Métabeskéga coule vers le nord-est.

## Toponymie
Le toponyme « Lac-De La Bidière » a été officialisé le 13 mars 1986 par la Commission de toponymie du Québec, en référence au lac De La Bidière dans son territoire.